# Rafael Escolà i Peinado
Rafael Escolà i Peinado (Barcelona, 17 de gener de 1887 - Barcelona, 18 de setembre de 1946) fou un mestre d'aixa català. És considerat com el primer constructor del patí de vela català i personatge clau en el seu desenvolupament.
Tenia la seva drassana, Astilleros Escolà, a la Barceloneta on, juntament amb el seu germà Alexandre, construïen petites embarcacions de pesca i de lleure. Va destacar en la construcció de patins a rem, una embarcació simple propulsada amb una pala doble primer i després amb rems. Fou una embarcació molt coneguda a la Barceloneta, ja que era utilitzada pels banyistes per allunyar-se de la costa i nedar en aigües més netes. Durant la dècada del 1920, Escolà construïa, mantenia i llogava aquestes embarcacions als socis del Club Natació Barcelona. No se sap del cert si fou la primera persona que va posar el pal a proa, sobre el travesser i hissar-hi una vela, però, en tot cas, fou el primer constructor del patí de vela, esdevenint en els següents anys una de les embarcacions de lleure més populars de la costa catalana. Aviat, es realitzaren les primeres competicions amb patins no normalitzats i l'any 1933 va celebrar-se el I Campionat de Catalunya de Patí de Vela, guanyat per Jaume Agustí Montsech. Escolà va rebre un diploma que el qualificava com "constructor revolucionari de patinadors de vela". El 1945 li fou lliurat un exemplar dedicat del primer reglament de patins de vela aprovat per la Federació Espanyola de Clubs Nàutics de 1944.